# Arvid Stierna
Arvid Stierna, född 1581, död 18 maj 1641, var en svensk häradshövding och militär.

## Biografi
Arvid Stierna föddes 1581. Han var son till ryttmästaren Peder Stierna och Carin Knutsdotter (Hand). Stierna var löjtnant vid Smålands ryttare och var från 16 juni 1604 till 1606 ryttmästare. Han blev 17 juni 1609 löjtnant vid Adelns rusttjänst i Småland och blev 12 juli 1610 överste för fotfolket. Stierna blev 5 november 1610 slottsloven i Narva och var från 1615 till 1616 häradshövding i Konga härad. Han avled 1641 och begravdes i Kärda kyrka.

### Egendom
Stierna ägde Höreda i Kärda socken och Möckelsnäs i Stenbrohults socken. Han fick Barkeryds socken i förläning 31 augusti 1603 (återkallad 1618), fick Hjälmseryds socken i förläning 5 november 1610 (konfirmerad 22 april 1614) och fick Väckelsångs socken i förläning 14 april 1612.

### Familj
Stierna gifte sig före 10 augusti 1634 med Märta Somme, dotter till Germund Somme och Bengta Bengtsdotter (Lilliestielke).